# Ovidiu-Sergiu Bîlcea
Ovidiu-Sergiu Bîlcea (n. 1 noiembrie 1980, Lipova, România) este un deputat român, ales în 2020 din partea PNL. 